# Fernando de la Cerda
Fernando de la Cerda (Ferdinand; 1275. — 1322.) bio je član kastiljske kraljevske obitelji kao mlađi sin Ferdinanda de la Cerde i princeze Blanke.
Fernando je bio unuk francuskog kralja Luja IX. i kastiljskog kralja Alfonsa X. te brat plemića Alfonsa de la Cerde.
Premda je bilo očekivano da Fernandov brat Alfonso naslijedi djeda, to se nije dogodilo. Stric Fernandov, infant Sančo, naslijedio je Alfonsa X. kao Sančo IV. Plemstvo je uglavnom bilo naklonjeno Sanču.
Fernando je sa svojom ženom, gospom Ivanom od Lare, imao tri kćeri i sina – jedna je kći bila Marija de la Cerda, koja je postala majkom francuskoga grofa. Kći Blanka bila je majka Ivane Manuel, supruge kralja Henrika II. Kastiljskog.